# Quantil
Quantis são pontos estabelecidos em intervalos regulares a partir da função distribuição acumulada (FDA), de uma variável aleatória. Os quantis dividem os dados ordenados em q subconjuntos de dados de dimensão essencialmente igual. Dessa forma dão origem a q-Quantis; os quantis são estabelecidos a partir de pontos de corte que determinam as fronteiras entre os subconjuntos consecutivos. Visto de outra forma, o k-ésimo q-quantil é o valor x tal que a probabilidade de um evento da variável aleatória ser inferior a x é no máximo k/q e a probabilidade de a variável aleatória ser superior ou igual a x é pelo menos (q-k)/q. Há q - 1 quantis, sendo k um inteiro satisfazendo 0<k<q.

## Quantis específicos
Alguns quantis têm nomes especiais:
- Os 100-quantis são chamados percentis → P
- Os 12-quantis são chamados duo-deciles → Dd
- Os 10-quantis são chamados decis → D
- Os 5-quantis são chamados quintis → QU
- Os 4-quantis são chamados quartis → Q
- OS 3-quantis são chamados tercis → T

De um modo mais geral, pode-se considerar a função quantil para qualquer distribuição. Esta é definida por variáveis reais, entre zero e um, e, matematicamente, é a inversa da função distribuição acumulada.

## Quantis de uma população
Para uma população de valores discretos ou para uma densidade populacional contínua o k-ésimo q-quantil é o valor onde a função distribuição acumulada cruza k/q. Isto é, x é o k-ésimo q-quantil de uma variável X se
{\displaystyle \Pr[X<x]\leq k/q} (ou, de forma equivalente, {\displaystyle \Pr[X>x]\geq 1-k/q})
e
{\displaystyle \Pr[X\leq x]\geq k/q} (ou, de forma equivalente, {\displaystyle \Pr[X\geq x]\leq 1-k/q}).
Para uma população finita de N valores indexados de 1 ,..., a N de menor para maior, o k-ésimo q-quantil desta população pode ser computado através do valor de {\displaystyle I_{p}=N{\frac {k}{q}}}. Se {\displaystyle I_{p}} não for um inteiro, em seguida, arredonda-se para o próximo inteiro para obter o índice apropriado; o valor correspondente é o k-ésimo q-quantil. Por outro lado, se {\displaystyle I_{p}} é um número inteiro, então qualquer valor correspondente a esse índice até o valor correspondente ao próximo pode ser tomado como o quantil, de maneira convencional (embora arbitrária) se considera a média dos dois valores (ver #estimativa dos Quantis).
Se, em vez de usar inteiros k e q, o "p-quantil" é baseado em um número real p com 0 <p<1, então, p substitui k/q nas fórmulas acima. Alguns programas como algumas folhas de cálculo consideram o mínimo e o máximo como o 0º e 100º percentil, respectivamente; no entanto, essa terminologia é uma extensão além das tradicionais definições estatísticas .

## Quantis de uma amostra
A abordagem é diferente para uma amostra finita selecionada aleatoriamente a partir da população. o k-ésimo q-quantil de uma amostra pode ser estimado através do valor de {\displaystyle I_{s}=(N+1){\frac {k}{q}}}. Se {\displaystyle I_{s}} for um inteiro, então é o índice do valor a ser considrado o k-ésimo q-quantil da amostra. Por outro lado, se {\displaystyle I_{s}} não é um inteiro, mas está entre 1 e N, então, normalmente é usada uma média (ponderada) dos valores observados para os índices inteiros adjacentes.
Quando {\displaystyle I_{s}} é menor que 1 ou maior que N o k-ésimo q-quantil da amostra não é normalmente definido.
Se, em vez de usar inteiros k e q, o "p-quantil" é baseado em um número real p com 0 <p<1 e, então, p substitui k/q nas fórmulas acima.
Esta abordagem de estimativa está intimamente relacionado com o resultado de estatísticas de ordem. Especificamente, o {\displaystyle I_{s}}-ésimo menor de N valores escolhidos independentemente da distribuição uniforme entre [0,1] é uma variável aleatória com média {\displaystyle p=I_{s}/(N+1)}.

## Exemplos
Considere uma população de 10 dados {3, 6, 7, 8, 8, 10, 13, 15, 16, 20}.
- O primeiro quartil é determinado por 10*(1/4) = 2.5, que pode ser arredondado a 3, isto é, 3 é o indice na população (classificada de menor a maior valor), no qual aproximadamente 1/4 dos valores são menores do que esse terceiro valor, que, neste caso, é 7.
- O segundo quartil (igual à mediana) é determinado por 10*(2/4) = 5, um valor inteiro, mas como o número de observações (10) é um número par, então a média do quinto e sexto valor será considerado; isto é, (8+10)/2 = 9, embora qualquer valor entre 8 e 10 poderia ser considerado como a mediana. Se o número de observações é impar, o valor da mediana (ou segundo quartil) corresponde ao índice (número_de_observações + 1)/2.
Então, no caso deste exemplo, se acrescentarmos o valor 9, fazendo 11 observações, então (11 + 1)/2 = 6. O que significaria que o sexto valor, ou seja 9, seria o segundo quartil, onde a metade dos valores seriam maiores que este valor (maiores que 9, correspondente ao índice 6 em 11), é a outra metade seriam menores que dito índice.
- O terceiro quartil para a população original (sem o 9 ) é determinado por 10*(3/4) = 7.5, que pode ser arredondado a 8, índice que corresponde ao número 15.

A motivação para este método é que o primeiro quartil deve dividir os dados entre o quarto inferior e os tres quartos superiores. Idealmente, isso significaria 2.5 da amostra estão abaixo do primeiro quartil e 7.5 são superiores, neste caso significa que um terço da amostra de dados está "dividida em duas", tornando a terceira parte da amostra com o primeiro e segundo quartos.
Agora considere uma amostra dos mesmos 10 valores {3, 6, 7, 8, 8, 10, 13, 15, 16, 20}, que são retirados aleatoriamente de alguma população desconhecida.
- O primeiro quartil pode ser estimado através do (10+1)*(1/4) = 2.75, que se encontra entre 2 e 3, porém está mais próximo a este último. Uma estimativa para o primeiro quartil é a média ponderada do segundo e terceiro menores valores, que são de 6 e 7, neste caso. Concretamente, a estimativa é de {\displaystyle 0,25(6)+0,75(7)=6,75}.
- O segundo quartil pode ser estimado através de (10+1)* (2/4) = 5.5, que se encontra entre 5 e 6. Uma estimativa é, assim, a média do quinto e sexto menores valores, {\displaystyle 0,5(8)+0.5(10)=9}.
- O terceiro quartil pode ser estimado através de (10+1)*(3/4) = 8,25, que se encontra entre 8 e 9. Uma estimativa é, assim, a média ponderada do oitavo e nono menores valores, {\displaystyle 0,75(15)+0,25(16)=15,25}.

Se tivesse tido também um valor 9 entre os valores 8 e 10, fazendo um total de 11 valores, os quartis teriam indices de {\displaystyle (N+1){\frac {k}{q}}} ou 3, 6 e 9, respectivamente. Assim, as estimativas quartis seriam os valores 7, 9 e 15, respectivamente. Note-se que estes valores particionam os restantes oito valores ordenados em quatro grupos de igual tamanho {3,6}, {8,8}, {10,13} e {16,20}.